# Bertrand Petit
Pour les articles homonymes, voir Petit.
Bertrand Petit, né le 28 août 1964 à Saint-Omer, est un homme politique français.

## Biographie
Bertrand Petit naît le 28 août 1964 dans la ville de Saint-Omer, dans le Pas-de-Calais.
En 2001, il est élu maire de la commune de Saint-Martin-au-Laërt. En 2016, celle-ci fusionne avec celle de Tatinghem pour devenir Saint-Martin-lez-Tatinghem, dont il devient le maire.
Le 19 juin 2022, il est élu député de la 8e circonscription du Pas-de-Calais sous l'étiquette divers gauche. Il est membre du groupe socialistes et apparentés, lui-même membre de l’intergroupe NUPES.
Son élection est invalidée par le Conseil constitutionnel dans une décision du 2 décembre 2022, en raison d'une irrégularité concernant son suppléant, René Hocq, déjà remplaçant d'un sénateur. Il est investi par la NUPES pour l'élection partielle des 22 et 29 janvier 2023. Il est largement réelu à la suite des élections législatives partielles du 29 janvier 2023 contre le candidat RN Auguste Évrard (66,49% des suffrages exprimés), après être arrivé largement en tête au premier tour (46,14% des suffrages exprimés).
Le 9 juin 2024, son mandat est écourté en raison de la dissolution de l'Assemblée nationale par le président de la République. Lors des législatives anticipées, il arrive en deuxième position derrière Auguste Évrard du Rassemblement national. Il est devancé de quelques milliers de voix par ce dernier au second tour, et n'est donc pas reconduit.

## Pour approfondir